# 전환주식
전환주식 혹은 전환종류주식이란 회사가 종류주식을 발행하는 경우에 정관에서 정하는 바에 따라 주주의 청구에 의하여 또는 정관에서 정한 일정한 사유가 발생할 때, 회사가 주주의 인수주식을 다른 종류주식으로 전환할 수 있는데, 이러한 종류주식을 전환주식이라 한다. 이 때 이 전환권이 주주에게 인정되는 경우(주주전환주식 또는 전환청구권부주식)도 있고 회사에게 인정되는 경우(회사전환주식 또는 전환사유부주식)도 있다.